# Carlos Queiroz (strzelec)
Carlos Botelho Machado Queiroz (ur. 12 kwietnia 1902, zm. ?) – portugalski strzelec, olimpijczyk.

## Kariera
Dwukrotnie wystąpił na igrzyskach olimpijskich (IO 1936, IO 1948), na których wystartował łącznie w pięciu konkurencjach. Najwyższą pozycję osiągnął podczas igrzysk w Berlinie, gdzie zajął 23. miejsce w karabinie małokalibrowym leżąc z 50 m, ex aequo z ośmioma strzelcami (startowało 66 zawodników). Podczas zawodów w Londynie zajął miejsca pod koniec stawki.
W 1929 roku zdobył brązowy medal mistrzostw Portugalii w pistolecie wojskowym z 25 m. W tym samym roku był również mistrzem dystryktu Porto w karabinie dowolnym. W 1930 roku został wicemistrzem kraju w karabinie dowolnym w trzech postawach z 300 m i karabinie wojskowym w trzech postawach z 300 m, zaś w karabinie precyzyjnym z 50 m zdobył złoto. W tym samym roku był rekordzistą kraju w karabinie dowolnym z 50 m.

## Wyniki

### Igrzyska olimpijskie
| Igrzyska    | Konkurencja                       | Wynik                        | Miejsce | Źródło |
| ----------- | --------------------------------- | ---------------------------- | ------- | ------ |
| Berlin 1936 | Karabin małokalibrowy leżąc, 50 m | 292 pkt.                     | 23      | [ 1 ]  |
| Berlin 1936 | Pistolet szybkostrzelny, 25 m     | NO                           | NO      | [ 7 ]  |
| Londyn 1948 | Karabin małokalibrowy leżąc, 50 m | 572 pkt. (93–96–97–93–96–97) | 63      | [ 2 ]  |
| Londyn 1948 | Pistolet dowolny, 50 m            | 482 pkt. (80–75–84–82–77–84) | 46      | [ 3 ]  |
| Londyn 1948 | Pistolet szybkostrzelny, 25 m     | 489 pkt. (235–254)           | 54      | [ 4 ]  |